# Custodiale

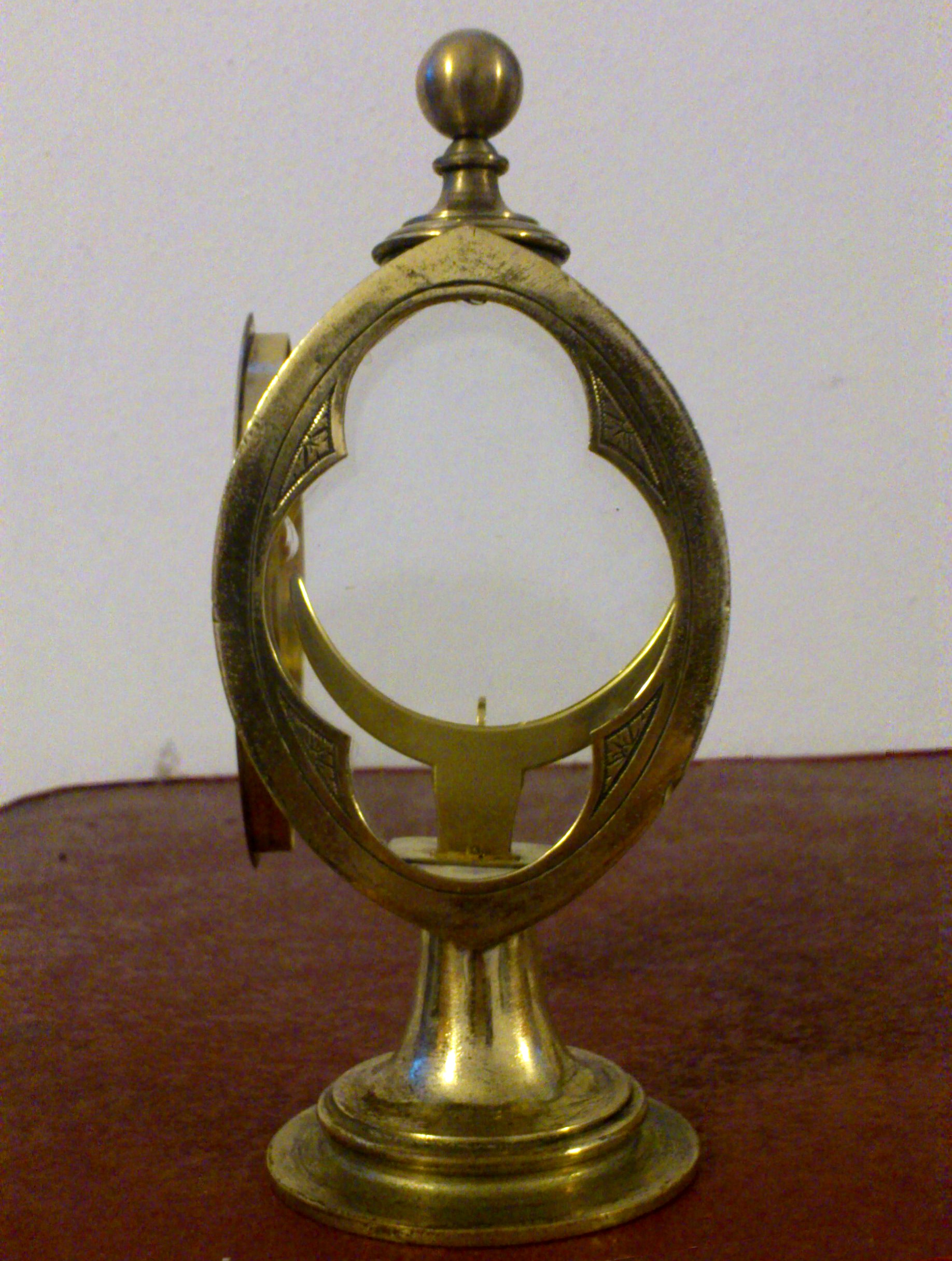
Geopende custodiale

De custodiale of custodia is een doorgaans ronde metalen doos met deksel die in de katholieke liturgie wordt gebruikt om een grote hostie voor de eucharistische aanbidding te bewaren. Doorgaans is de custodiale, net als de kleinere pyxis, van zilver en is de binnenkant verguld. Het belangrijkste verschil met een gewone pyxis is dat de custodiale rechtop op een voetstuk staat, waarbij het deksel naar voren of naar achteren opent.